# Climacoceras
Climacoceras — рід вимерлих парнокопитних, що жили в Африці та Європі в міоцені. Представники Climacoceras були споріднені жирафам, і раніше цей рід входив до Giraffidae, але тепер поміщений до Climacoceratidae, сестринської групи в межах надродини Giraffoidea. Скам'янілості двох найвідоміших видів Climacoceras, C. africanus і C. gentryi, були знайдені в Кенії. Тварини були близько 1.5 м у висоту і мали великі кісточки, схожі на роги. C. africanus мав оссікони, схожі на високі, вкриті шипами стебла рослин, тоді як оссікони C. gentryi нагадували шипуваті півмісяці. Рід колись був поміщений у Palaeomerycidae, потім Giraffidae. Зараз він вважається жирафоїдом родини Climacoceratidae, встановленим Гамільтоном.